# 96344 Scottweaver
96344 Scottweaver è un asteroide della fascia principale. Scoperto nel 1997, presenta un'orbita caratterizzata da un semiasse maggiore pari a 2,2122439 UA e da un'eccentricità di 0,1638280, inclinata di 3,07760° rispetto all'eclittica.
L'asteroide è dedicato allo statunitense J. Scott Weaver, professore di geologia, fisica e astronomia all'Università di Alfred e docente della scopritrice all'epoca dell'individuazione dell'asteroide.